# Greatest Hits (Spoken)
Greatest Hits é um álbum dos melhores êxitos da banda Spoken, lançado em 14 de Julho de 2001.

## Faixas
1. "A Question Alone" — 4:41
2. "People Get Ready... Jesus Is Comin'" — 4:08
3. "Fly With Me" — 3:42
4. "I Won't Lie Down" (cover de Face to Face) — 3:12
5. "On Your Feet" — 2:52
6. "Silent Voice" — 2:55
7. "Runaway" — 5:13
8. "Forevermore" — 4:35
9. "Stupid People" — 2:01
10. "Prepare to Meet Thy God" — 3:19
11. "The Way You Want Me to Be" — 7:05
12. "This Path" — 3:29
13. "David" — 4:55
14. "In the Silence" — 5:17